# Cràter de Macedònia
Cràter de Macedònia (en grec antic Κρατερός) també anomenat Cratevas (Κρατεύας Kratevas) va ser rei de Macedònia durant quatre dies l'any 399 aC.
Era un patge reial i amant (eromenos) d'Arquelau I, a qui va matar per convertir-se ell mateix en rei. Segons una altra versió, Cràter va matar el rei perquè Arquelau li havia promès donar-li una de les seves filles en matrimoni, però més tard la donà a una altra persona. Una tercera versió afirma que Arquelau va ser mort involuntàriament per Cràter durant una cacera. A Cràter el va succeir Orestes i Aerop II.